# ドイツ国鉄03形蒸気機関車
ドイツ国鉄03形蒸気機関車（ドイツこくてつ03がたじょうききかんしゃ）は、ドイツ国営鉄道（DRG:Deutsche Reichsbahn-Gesellschaft 現：ドイツ鉄道）の標準的な急行旅客用蒸気機関車（制式機関車）である。

## 概要
03形蒸気機関車は01形の設計を基に、最大軸重18トンの路線用の急行列車用機関車として開発され、1930年-1938年にかけて298両がボルジッヒ、クルップ、ヘンシェル、シュヴァルツコップの各社により製造された。重量の軽減を図るべく棒台枠の軽量化を行い、ボイラーとシリンダーを小型化した。123号機からポンプが機関車の中心に移動し、163号機からは先輪径が拡大された。
154号機は半球形の煙室扉、先細形の運転席を持つ車体となり、動輪を含む足回り全体を覆うカバーが設置された。193号機は05形の置き換え用に流線型車体を採用し、車体全体を覆うワインレッドの流線型車体と2´3 T 37 St形炭水車を連結した。一時期の204・205号機は動輪の上半分を覆うカバーが試験的に設置された。175・207号機は試験的にレンツ式弁装置を備えていた。
本形式の炭水車は、2'2 T 30、2'2' T 32、2'2' T 34形のいずれかが用いられた。

## 第二次大戦後
ドイツ連邦鉄道では1959年時点でも145両の03形機関車が稼動しており、うち62両（005-122号機）は煙室の上に空気と給水ポンプを設置、直径850mmの小径先輪で最高速度120km/h、16両（127-160号機）は中央と後ろの動輪の間に空気と給水ポンプを、直径850mmの小径先輪で最高速度120km/h、そして、67両の機関車（164-296号機）は中央と後ろの動輪の間に空気と給水ポンプ、シェーレンクロッツ・ブレーキ(Scherenklotzbremsen)、直径1,000mmの大径先輪で最高速度130km/hの陣容であった。何れも空気を設置している点が大きな特徴である。
東ドイツ国鉄に帰属した03形のうち、52両が1969年から1972年にかけて燃焼室付きの新型ボイラーに交換されて03形の2000番台を名乗った。
1968年の時点でも45両が残る03形は、同年の形式称号規定変更で003形に改称された。所属機関区と両数の内訳は、ブラウンシュヴァイクに2両、ブレーメン中央駅に6両、ハンブルク・アルトナに13両、フーズムに1両、メンヒェングラートバッハに16両、ウルムに7両であった。003形として残った最後の10両は1971年にウルムに集結し、1972年に残った003 088、131、268号機の3両を最後に営業を退いた。
東ドイツのドイツ国営鉄道(DR)では、86両の03形が使用された。ドイツ国営鉄道では1962年より混合予熱器(de:Mischvorwärmer)を装備した。
03形のポーランドでの形式はPm2（34号まで）で、ワルシャワの鉄道博物館に展示されている。